# Niemce (gromada)
Niemce – dawna gromada, czyli najmniejsza jednostka podziału terytorialnego Polskiej Rzeczypospolitej Ludowej w latach 1954–1972.
Gromady, z gromadzkimi radami narodowymi (GRN) jako organami władzy najniższego stopnia na wsi, funkcjonowały od reformy reorganizującej administrację wiejską przeprowadzonej jesienią 1954 do momentu ich zniesienia z dniem 1 stycznia 1973, tym samym wypierając organizację gminną w latach 1954–1972.
Gromadę Niemce z siedzibą GRN w Niemcach utworzono – jako jedną z 8759 gromad na obszarze Polski – w powiecie lubartowskim w woj. lubelskim na mocy uchwały nr 11 WRN w Lublinie z dnia 5 października 1954. W skład jednostki weszły obszary dotychczasowych gromad Niemce i Wola Niemiecka ze zniesionej gminy Niemce w tymże powiecie. Dla gromady ustalono 23 członków gromadzkiej rady narodowej.
1 stycznia 1960 do gromady Niemce włączono obszar zniesionej gromady Nasutów (wieś i kolonię Nasutów, gajówkę Podnasutów, wieś leśniczówkę Nowy Staw, gajówkę Gańcze, osadę Stary Tartak, wieś Rudka Kozłowiecka i gajówkę Dąbrowa) w tymże powiecie.
Gromada przetrwała do końca 1972 roku, czyli do kolejnej reformy gminnej. 1 stycznia 1973 obszar zniesionej gromady Niemce włączono do powiatu lubelskiego, gdzie tego samego dnia reaktywowano gminę Niemce.